# Zizi Possi (álbum)
Zizi Possi é o terceiro álbum de estúdio da cantora e compositora brasileira Zizi Possi, lançado em 1980, pela gravadora PolyGram. Possi descreveu o álbum como uma representação completa de si mesma. O processo de produção envolveu uma extensa busca por repertório, incluindo a descoberta de uma versão de "God Bless the Child", originalmente composta pela cantora estadunidense Billie Holiday. Entre as composições há uma versão, feita por Possi, de "Home Again", de Carole King, que foi intitulada "Quem Sabe, em Casa Outra Vez". 
O álbum foi promovido com apresentações em programas de televisão e videoclipes feitos com exclusividade para o programa noturno e dominical Fantástico, da Rede Globo. A inclusão da música "Meu Amigo, Meu Herói" na novela Plumas e Paetês contribuiu para o sucesso comercial do álbum, que alcançou posições significativas nas paradas de sucesso brasileiras em 1981.
As resenhas da crítica especializada em música foram majoritariamente positivas. Os críticos teceram elogios à afinação, ás interpretações sensíveis e ao repertório selecionado. Apesar disso, alguns veículos criticaram certas escolhas da lista de faixas. 

## Produção e gravação
Sobre a produção, a cantora disse: "fazer um disco dá um trabalho muito maior do que se possa imaginar: no caso desse LP, por exemplo, eu viajei "do Oiapoque ao Chuí", colhendo repertório, mas está o disco que eu queria: tudo na medida certa".
Nessa época, a artista estava interessada em gravar a música "God Bless the Child", de Billie Holiday, e descobriu que o poeta Augusto de Campos, ao lado de Rogério Duarte fizeram uma versão para a mesma. Em uma festa Possi conheceu Duarte e perguntou se poderia gravá-la. De acordo com o Diário de Pernambuco, os dois ficaram no meio da festa "ele tentando lembrar da letra" e "ela anotando as palavras".
A faixa "Quem Sabe, em Casa Outra Vez", é uma versão de "Home Again" da cantora e compositora estadunidense Carole King, uma das poucas faixas do comercialmente bem sucedido Tapestry, de 1971, que não ficou conhecida. Possi adorava a melodia e conseguiu tirá-la no piano, e fez a versão que é a faixa cinco do Lado A.
No que diz respeito a capa e o encarte do álbum, Possi revelou ao pesquisador e músico Charles Gavin, no programa de TV O Som do Vinil, do Canal Brasil, que abriu mão dos royalties para que a arte gráfica fosse mantida conforme o seu desejo: incluindo encarte, ficha técnica e a letra das canções. Tal fato emocionou Heleno de Oliveira, o diretor financeiro da gravadora.
A respeito do título, revelou em entrevista: "Este disco tem o meu nome, pois, se o anterior é Pedaço de Mim este sou eu por inteira".

## Lançamento e divulgação
Algumas das canções foram apresentadas em um show, em 1980, antes do lançamento.
A promoção contou com dois videoclipes feitos para o programa de TV, Fantástico, da Rede Globo: "Eu Sou Mais Eu" e "Meu Amigo, Meu Herói".
O álbum foi relançado no formato Compact disc (CD) em 2002, na série Tudo, da Universal Music, junto com outros treze álbuns de Possi, incluindo as capas e encartes originais.

## Recepção crítica
| Críticas profissionais | Críticas profissionais |
| Avaliações da crítica  | Avaliações da crítica  |
| Fonte                  | Avaliação              |
| ---------------------- | ---------------------- |
| Jornal de Caxias       | Favorável              |
| O Pasquim              | Desfavorável           |
| Manchete               | Favorável              |
| Tribuna da Imprensa    | Mista                  |
| Diário de Pernambuco   | Favorável              |

As resenhas da crítica especializada foram, em maioria, favoráveis. 
O Jornal de Caxias teceu elogios a afinação, as interpretações com sensibilidade e a escolha do repertório, embora tenha criticado as demasiadas canções conhecidas e a forma como a gravadora o estava divulgando.
Roberto Moura, do seminário alternativo O Pasquim, escreveu que faltou uma personalidade definida e achou as regravações de "Meu Bem Querer" e "Querem Acabar Comigo" desnecessárias.
Wilson Cunha, da revista Manchete, afirmou que as belas canções reafirmaram o talento da cantora.
Arnaldo de Souteiro, do jornal Tribuna da Imprensa, pontuou que vocalmente, Possi se encontrava melhor do que nunca, mas criticou várias das faixas, tais como: "Meu Bem Querer" que chamou de "chatíssima" e "Mamãe Merece" que julgou "horripilante". Sobre a última canção citada, afirmou que os herdeiros de Billie Holiday deveriam processar quem fez a versão.
Sergio Nona, do Diário de Pernambuco, o considerou "muito bom"  e com "um repertório de excelente nível".

## Desempenho comercial
De acordo com o jornal O Fluminense, a inclusão da canção "Meu Amigo, Meu Herói" na novela da Rede Globo, Plumas e Paetês, o fez aparecer nas paradas de sucesso como um dos álbuns mais vendidos do Brasil.
Na lista da Nopem dos 50 (L.P. C.S e C.D.) mais vendidos no Brasil do ano de 1981, apareceu na posição de número 17.

## Lista de faixas
- Créditos adaptados do LP Zizi Possi, de 1980.[18]

| Lado A |                                                              |                                 |         |  |
| N.º    | Título                                                       | Compositor(es)                  | Duração |  |
| 1.     | "Meu Amigo, Meu Herói"                                       | Gilberto Gil                    | 4:10    |  |
| 2.     | "Libertad Borboleta" (Libertad Mariposa) (Part. Gonzaguinha) | Luiz Gonzaga Jr.                | 4:19    |  |
| 3.     | "O Pão"                                                      | Eduardo Dusek, Luiz Carlos Goes | 2:35    |  |
| 4.     | "Mais Uma Vez, Mais Uma Voz"                                 | Ana Terra, Joyce                | 3:04    |  |
| 5.     | "Quem Sabe, em Casa Outra Vez" (Home Again)                  | Carol King / Versão: Zizi Possi | 2:44    |  |
| 6.     | "Querem Acabar Comigo"                                       | Roberto Carlos                  | 2:55    |  |

| Lado B |                                      |                                                                                |         |  |
| N.º    | Título                               | Compositor(es)                                                                 | Duração |  |
| 1.     | "Meu Bem Querer"                     | Djavan                                                                         | 2:55    |  |
| 2.     | "Mamãe Merece" (God Bless The Child) | Billie Holliday, Arthur Herzog Jr. / Versão: Augusto de Campos, Rogério Duarte | 4:02    |  |
| 3.     | "Cruzada"                            | Márcio Borges, Tavinho Moura                                                   | 3:23    |  |
| 4.     | "Mina de Prata"                      | Arthur Nestrovski, Vitor Ramil                                                 | 3:54    |  |
| 5.     | "Tempo Presente"                     | Edu Lobo, Joyce                                                                | 3:06    |  |
| 6.     | "Eu Sou Mais Eu"                     | Xixa Motta                                                                     | 2:30    |  |

## Tabelas

### Tabelas anuais
| Tabela musical (1981) | Posição |
| --------------------- | ------- |
| Brasil (Nopem)        | 17      |